# Josef Brinkhues
Josef Brinkhues (Aquisgrana, 21 giugno 1913 – 7 giugno 1995) è stato un vescovo vetero-cattolico tedesco.
Ebbe l'ordinazione sacerdotale nel 1937, divenendo quindi viceparroco a Blumberg e a Mannheim, e l'anno successivo coadiutore parrocchiale a Essen. Il 24 giugno 1944 divenne parroco. fu prigioniero di guerra durante la Seconda guerra mondiale, e venne liberato il 10 gennaio 1946; dopo quel momento fu attivo ad Aquisgrana e a Coblenza, per poi diventare, nel 1947, parroco ad Heidelberg.
Il 1964 lo vide diventare Vicario Generale della Diocesi, e nel 1965 fu eletto coadiutore del Vescovo con diritto di successione, con 94 voti su 151; fu ordinato vescovo l'anno successivo, e in quel momento prese in consegna l'incarico.
In un'ordinanza vescovile del 1971 chiarì che i Vecchi Cattolici non hanno la comunione "aperta", ma che l'invito ad accostarsi alla tavola del Signore dovrebbe essere proprio di ogni celebrazione eucaristica e che l'invito è rivolto a tutti i fedeli presenti che condividono la Verità e la Presenza amorevole dell'Uomo innalzato nel sacramento eucaristico.
Si dimise nel 1986.
Era sposato con Ilse Brinkhues.
| Controllo di autorità | VIAF (EN) 171697744 · GND (DE) 1012719057 |